# Heinrich August Theodor Ludolphi

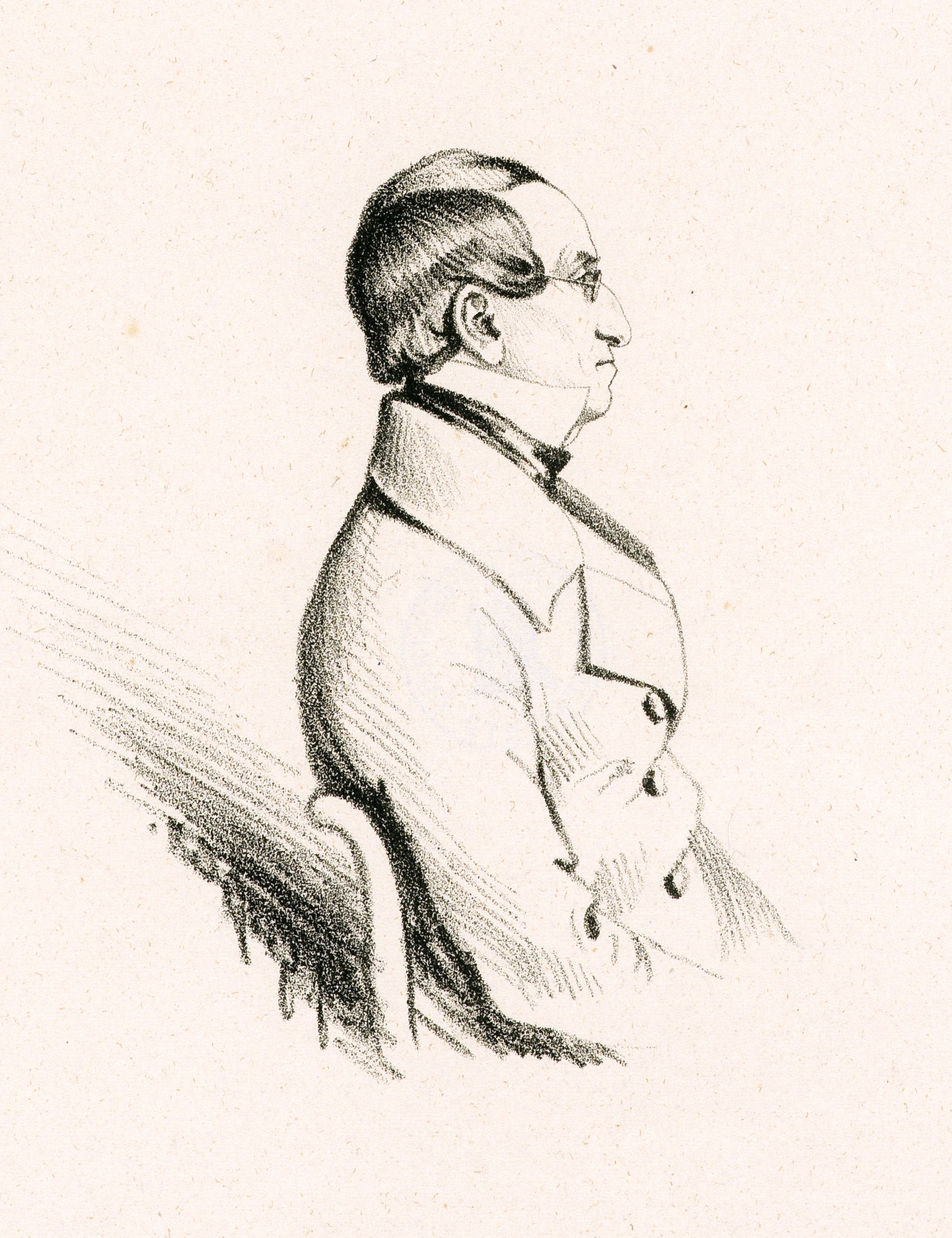
Bildnis von Heinrich August Theodor Ludolphi

Heinrich August Theodor Ludolphi (Pseudonym „Fedor“; „Dr. Gutmann“, „Heinrich Ewald“) (* 17. August 1811 in Hamburg; † 13. Oktober 1848 ebenda) war ein deutscher Schriftsteller.

## Leben
Heinrich August Theodor Ludolphi wurde als der Sohn des Anton Nicolaus Ludolphi und dessen Ehefrau Amalie, geb. Cohn geboren.
Er besuchte die Privatschule des Dr. Krämer und darauf das Johanneum in Hamburg sowie das Joachimsthalsche Gymnasium und das Gymnasium zum Grauen Kloster in Berlin. In Berlin absolvierte er auch ein Jurastudium und ging nach dessen Beendigung für anderthalb Jahre nach Havanna und besuchte Paris und London.
1839 trat er erstmals unter dem Namen „Fedor“ als Theaterrezensent in Karl Töpfers (* 1792; † 1871) Zeitblatt „Thalia. Norddeutsche Theaterzeitung, Kunst- und schönwissenschaftliches Unterhaltungsblatt“ auf und 1840 gab er unter eigenem Namen das „Nordalbingisches Album – Hamburger Almanach mit Beiträgen der namhaftesten Literaten“ heraus und im darauffolgenden Jahr 1941 „Norddeutsche Konversationsblätter – eine Wochenschrift für Kunst, Literatur und gesellschaftlichen Interessen“, hiervon erschienen jedoch nur 27 Nummern.
1841 wurde er Privatsekretär beim Grafen Otto von Blome in Heiligenstedten bei Itzehoe um dessen Bibliothek zu ordnen und einen Katalog über die Bibliothek anzulegen. Aus der ursprünglichen befristeten Anstellung wurde später eine unbefristete. In dieser Zeit betätigte er sich auch als Schriftsteller und schrieb für die nachfolgenden Zeitschriften und Zeitungen: „Frankfurter Conversationsblätter“, „Wiener Theaterzeitung“, „Wiener Moden-Zeitung und Zeitschrift für Kunst, schöne Litteratur und Theater“, „Dresdner Abend-Zeitung“, „Der Freischütz“, „Literarische und kritische Blätter der Börsen-Halle“, „Thalia“ (unter dem Namen Fedor), „Hamburger Neue Zeitung“, „Privilegirte wöchentliche gemeinnützige Nachrichten“. 1844 veröffentlichte er eine Sammlung vermischte Aufsätze unter dem Titel „Bunte Blätter“.
Der Direktor des Thalia Theater in Hamburg, Chéri Maurice, war sein Schwager, so dass Heinrich August Theodor Ludolphi mehrere Stücke für dieses Theater schrieb, die dort mit Erfolg aufgeführt wurden, 1844 schrieb er auch für das Theater in Weimar ein Stück.
Heinrich August Theodor Ludolphi war verheiratet mit Auguste, geb. Möller, die Ehe blieb kinderlos.

## Werke

### Theater
- „Die beiden Sängerinnen“
- „Mutterherz und Gattenliebe“
- „Zu glücklich“
- „Im Vertrauen“
- „Tulpe“
- „Des Tischlers Meisterstück“
- „Ein Mädchen aus dem Volke“
- „Die beiden Tänzerinnen“
- „Krack, der Gnomenfürst“
- „Fügungen“, wurde erstmals am 18. Dezember 1844 in Weimar aufgeführt
- Er schrieb auch unter dem Namen Heinrich Ewald dramatische Stücke.